# Donji Dubovec
Donji Dubovec jest selo udaljeno 8 km od grada Križevaca kojem pripada. 

## Stanovništvo
Selo je 2001. godine imalo 33 stanovnika i 7 kuća.

Prema popisu stanovništva 2011. godine naselje je imalo 34 stanovnika.
| broj stanovnika | 37    | 27    | 47    | 67    | 66    | 85    | 61    | 44    | 37    | 36    | 31    | 31    | 33    | 31    | 39    | 34    | 30    |
|                 | 1857. | 1869. | 1880. | 1890. | 1900. | 1910. | 1921. | 1931. | 1948. | 1953. | 1961. | 1971. | 1981. | 1991. | 2001. | 2011. | 2021. |

Stanovništvo se uglavnom bavi poljoprivredom. 
Donji Dubovec veoma je malo selo s lijepim i očuvanim okolišem. To je jedno od najmanjih sela u Koprivničko-križevačkoj županiji.